# Spinoserolis beddardi
Spinoserolis beddardi är en kräftdjursart som först beskrevs av William Thomas Calman 1920.  Spinoserolis beddardi ingår i släktet Spinoserolis och familjen Serolidae. Inga underarter finns listade i Catalogue of Life.

## Bildgalleri

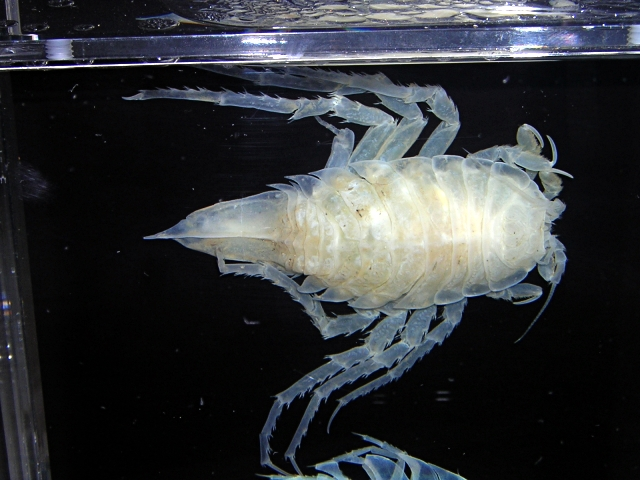